# Siemen Korff
Siemen Korff (Eindhoven, 23 september 1982) is een voormalig Nederlands honkballer.
Korff begon in de jeugd bij de Eindhovense vereniging PSV. Op zestienjarige leeftijd maakte hij de overstap naar de Twins uit Oosterhout en kwam daar uit in het eerste herenteam. In 2002 promoveerde hij met de Twins naar de hoofdklasse en kwam hij twee jaar uit op het hoogste niveau. Toen hierna degradatie volgde besloot Korff samen met teamgenoten Bart Gabriëls, Kevin Roovers en zijn broer Jurriaan Korff over te stappen naar Almere '90. Na een seizoen degradeerde dit team echter ook en konden de spelers uitkomen voor HCAW in Bussum. Van 2007 tot 2010 kwam hij uit voor het eerste team van HCAW in de hoofdklasse als buitenvelder. In 2010 stopt hij zijn hoofdklasseloopbaan. Korff studeert Sport, Gezondheid en Management aan de Hogeschool van Arnhem en Nijmegen.